# Dolores Huerta

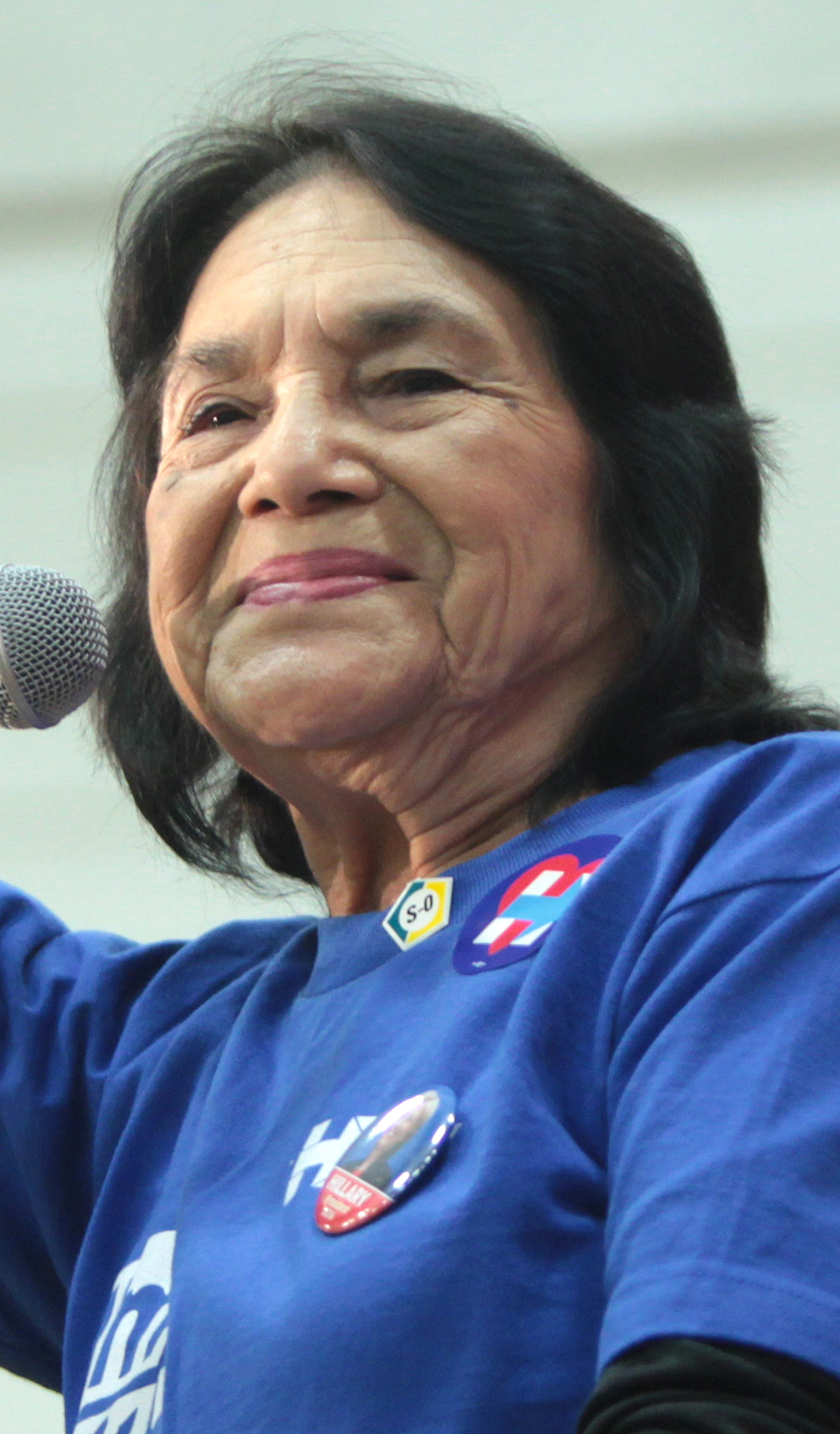
Dolores Huerta in Phoenix, Arizona, 2016

Dolores Clara Fernández Huerta (* 10. April 1930 Dawson, New Mexico) ist eine US-amerikanische Gewerkschafterin und Bürgerrechtsaktivistin. Sie ist Mitbegründerin und Schatzmeisterin der Landarbeitergewerkschaft United Farm Workers (UFW) und Vizepräsidentin der kalifornischen AFL-CIO. Sie ist eine bekannte Aktivistin, die in ihrem Engagement die Gleichberechtigung der Frauen und Fragen der sozialen Gerechtigkeit immer zusammengedacht hat.

## Leben und Werk

### Jugend und Ausbildung
Dolores war das zweite von drei Geschwistern. Ihr Vater Juan Fernandez war ein Land- und Bergarbeiter, der später als Gewerkschafter aktiv war und 1938 als Abgeordneter ins Parlament von New Mexico gewählt wurde. Die Eltern ließen sich scheiden, als Dolores drei Jahre alt war. Die Mutter, Alicia Fernandez, zog mit den Kindern nach Stockton im kalifornischen San Joaquin Valley. Dolores’ Großvater half bei der Versorgung der Kinder, während die Mutter als Kellnerin und Fabrikarbeiterin für den Lebensunterhalt der Familie sorgte. Nach einiger Zeit konnte die Mutter mit ihrem Ersparten ein Hotel-Restaurant erwerben. Sie bot dort Zimmer für Arbeiter zu erschwinglichen Preisen an und zeigte auch ansonsten viel soziales Engagement. Damit prägte sie ihre Tochter Dolores.
Ebenso prägend wirkten Erfahrungen mit Rassismus: So wurde Dolores Huerta mehrfach verdächtigt, ihre Schularbeiten nicht selbst geschrieben zu haben. Die Lehrer ihrer High School trauten einer Latina mit einer alleinerziehenden Mutter keine guten Leistungen zu. 1945 wurde Huertas Bruder zusammengeschlagen, weil er einen – damals bei Latinos beliebten – Zoot Suit trug.
Nach ihrem Schulabschluss 1948 heiratete Huerta ihren Jugendfreund Ralph Head, mit dem sie zwei Kinder bekam. Die Ehe wurde nach drei Jahren geschieden. Huerta machte ein Lehrerdiplom und unterrichtete die Kinder von Landarbeitern. Betroffen von deren großer Armut beschloss sie, lieber die Situation der Eltern zu verbessern, als den Kindern Englisch beizubringen.

### Gründung von CSO und AWA
1955 gründete Huerta zusammen mit Fred Ross die Ortsgruppe der Community Service Organization (CSO) in Stockton. Die CSO ermutigte Latinas und Latinos, ihre Bürgerrechte wahrzunehmen. Huerta führte Aktionen zur Wählerregistrierung durch, unterstützte Kandidaten, die neben Englisch auch Spanisch sprachen und setzte sich generell für die Gleichberechtigung von Latinos in Stockton ein.
In dieser Zeit heiratete Huerta ihren CSO-Kollegen Ventura Huerta. Das Paar bekam fünf Kinder. Während Ventura sich wünschte, dass seine Frau in erster Linie für die Familie sorgen sollte, arbeitete Dolores viel und war häufig im Auftrag der CSO unterwegs. Die Ehe wurde 1964 geschieden.
1960 gründete Huerta die Agricultural Workers Association (AWA). Diese Vereinigung bot Landarbeitern Englischunterricht, ärztliche Behandlung und eine Genossenschaftsbank und ermunterte sie dazu, sich als Wähler registrieren zu lassen.

### Gründung der NFWA und Streik der Arbeiter im Traubenanbau
Zusammen mit dem damaligen Leiter der CSO, César Chávez, verließ Huerta die CSO, um 1962 die Gewerkschaft National Farmworkers Association (NFWA) zu gründen. Chávez wurde Präsident der NFWA, Huerta Vizepräsidentin. Huerta reiste viel, um neue Mitglieder für die Gewerkschaft zu rekrutieren und kümmerte sich um die Belange der Landarbeiterinnen und -arbeiter. Sie setzte sich für bessere Versicherungsleistungen und medizinische Versorgung ein sowie für Möglichkeiten der Kinderbetreuung. Sie selbst verdiente mit dieser Arbeit wenig und nahm ihre Kinder oft auf die Reisen mit. Trotz vieler Schwierigkeiten war sie überzeugt, dass sie und ihre Kinder diese Opfer für das Gemeinwohl bringen mussten.
1965 schloss sich die NFWA mit einer anderen landwirtschaftlichen Gewerkschaft zusammen, dem Agricultural Workers Organizing Committee (AWOC). Sie organisierten einen Streik, an dem 3000 kalifornische Arbeiterinnen und Arbeiter im Traubenanbau beteiligt waren. Dieser maßgeblich von Huerta mitorganisierte Streik dauerte fünf Jahre. Während des Streiks vereinigten sich die beiden beteiligten Gewerkschaften und bildeten die neue Vereinigung United Farmworkers of America (UFW). Huerta wurde die Vize-Präsidentin und einzige weibliche Führungskraft der neuen Gewerkschaft. Sie rief zu einem landesweiten Trauben-Boykott auf, dem über 17 Millionen US-Amerikaner folgten. Anschließend war die kalifornische Traubenindustrie bereit, einen dreijährigen Tarifvertrag mit den United Farm Workers zu unterzeichnen.
Während ihrer Arbeit für die UFW begann Huerta eine Beziehung mit César Chavez’ Bruder Richard. Das Paar bekam vier Kinder, sie blieben bis zu Richards Tod 2011 zusammen.
Als Teilnehmerin von gewaltfreien Protestaktionen wurde Huerta über 20-mal festgenommen. Während einer Demonstration in San Francisco 1988 wurden der damals 58-Jährigen von mit Schlagstöcken bewaffneten Polizisten mehrere Rippen gebrochen, außerdem erlitt sie eine Milzruptur. Huerta verklagte die Polizeibehörde und bekam 1991 die Rekordsumme von 825.000 Dollar zugesprochen.
In den 1980er Jahren war Huerta Mitgründerin eines Radiosenders der United Farmworkers. Zwischen 1988 und 1993 gehörte sie einer staatlichen Kommission an, die sich um die Belange von Landarbeitern kümmerte. 2002 gründete sie eine eigene Stiftung, die Dolores Huerta Foundation. Bis heute (Stand 2024) setzt sich die über Neunzigjährige als Aktivistin für die Rechte von Landarbeitern, Einwanderern, Frauen und LGBTQ+ ein.

### Einfluss und Ehrung
Huerta wird als eine der bekanntesten und respektiertesten Gewerkschafterinnen der Vereinigten Staaten sowie als harte Verhandlerin beschrieben. Im Rahmen der Gewerkschaftsarbeit prägte sie den Slogan „Sí se puede“, wörtlich „Ja, man kann“. Der Ausruf wurde später von Barack Obama als Wahlkampf-Slogan „Yes We Can“ übernommen. Als erste Latina wurde Huerta 1993 in die National Women’s Hall of Fame aufgenommen.

## Auszeichnungen
- 1993: Aufnahme in die National Women‘s Hall of Fame
- 2003: Four Freedoms Award, in der Kategorie Freiheit von Not[15]
- 2012: Presidential Medal of Freedom[16]
- 2019: Benennung eines Asteroiden nach ihr: (6849) Doloreshuerta

## Dokumentarfilm
- Dolores. Buch: Peter Bratt, Jessica Congdon; Regie: Peter Bratt; USA 2017; 95 Min.[17]